# Audi Q5
Audi Q5 je kompaktní crossover vyráběný německým producentem automobilů Audi. Používá novou platformu Audi MLP, která se představila poprvé v roce 2007. Má velký výběr motorů – benzínové, TDI, hybridní (benzín/elektřina) o různém obsahu a výkonu. Ve voze je použita osmistupňová převodovka Tiptronic.
Vůz je vyráběn v německém Ingolstadtu a pro místní trh i v čínském Čchang-čchunu. Poprvé byl vůz představen v Pekingu na Auto show (19. dubna 2008), koncept na Greater Los Angeles Auto show o rok dříve.
Druhá generace byla představena v roce 2016, facelift pak v roce 2020. 